# 海洋酸性化
海洋酸性化（かいようさんせいか）とは、主に大気中において以前よりも濃度が上昇した二酸化炭素が、より多く海洋へと溶け込んだことによって引き起こされる、海水のpH低下のことである。

## 機序

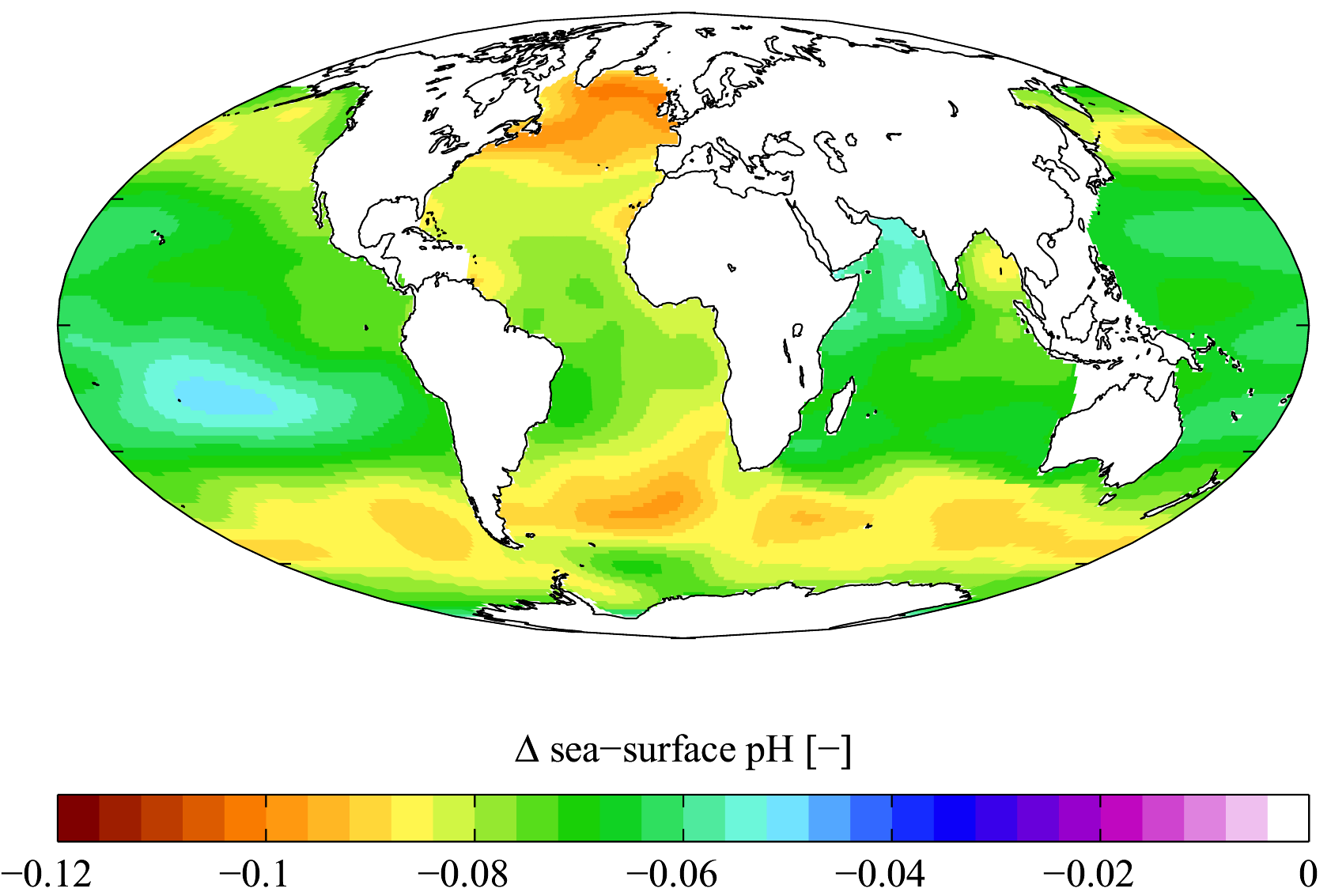
産業革命（1700年代）から現在（1990年代）までの海面pHの変化の推定。ΔpHは標準pH単位である。

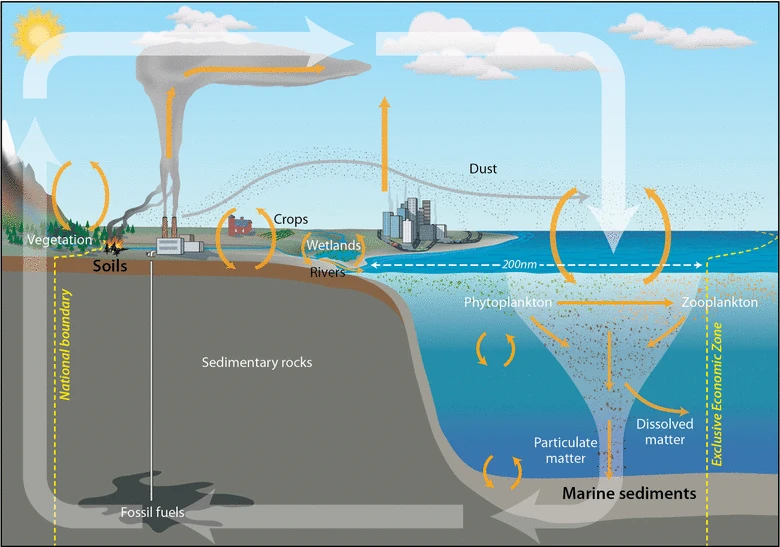
炭素循環のイメージ図。

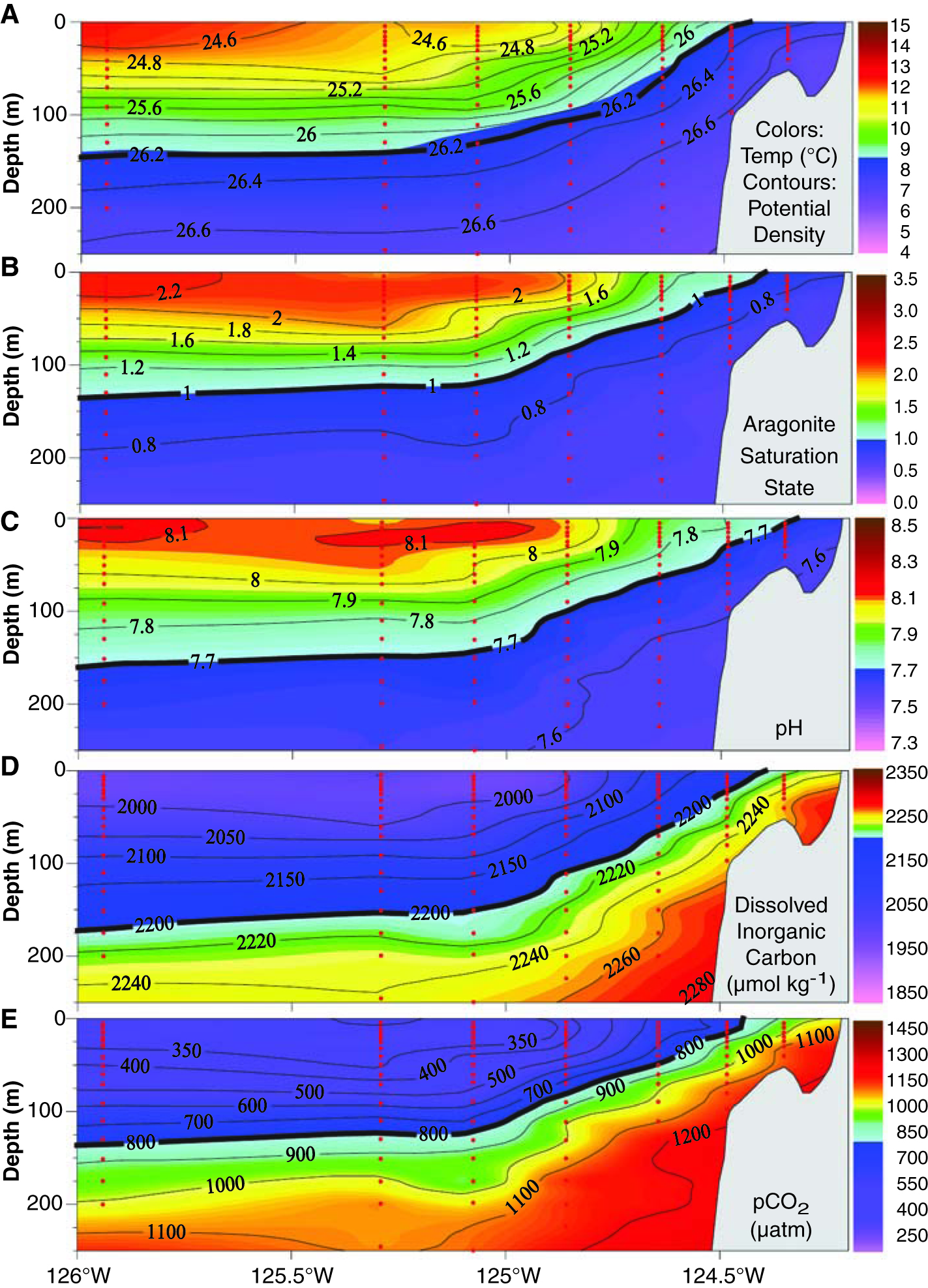
アメリカ海洋大気庁が公開しているイメージ図。Aは温度、Bはアラゴナイト飽和度、Cは水素イオン指数pH、Dは全炭酸濃度（DIC）、Eは二酸化炭素分圧pCO_{2}。

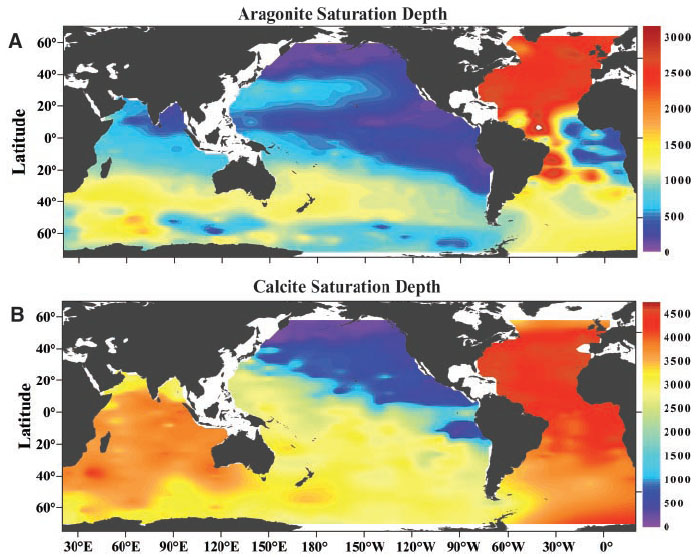
全球海洋における(A)アラゴナイトと(B)方解石の分布。

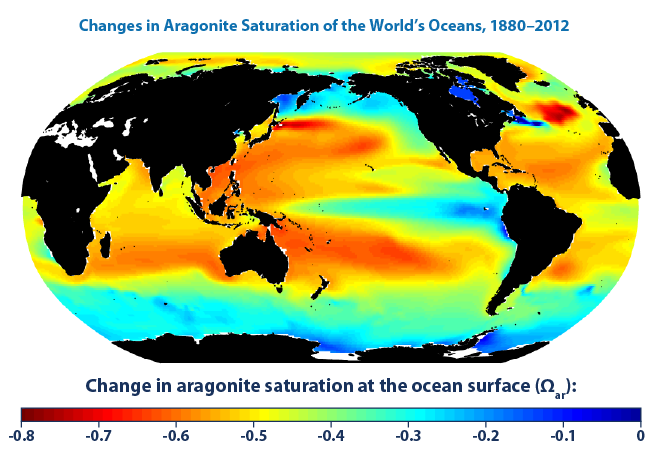
1880年代から2015年までの、海洋表層水内のアラゴナイトの飽和度の変化を示した表。

産業革命以降200年以上にわたって、化石燃料の燃焼により大気中の二酸化炭素濃度は増加しつづけている。産業革命以前は約280 ppmで安定していた二酸化炭素濃度は、2011年には390 ppmを超えた。さらに2016年には400 ppm、つまり、0.04 %を観測史上初めて超えた。つまり、たったの5年で0.001 %も大気中に二酸化炭素が増えるなど、この増加には歯止めがかかっていない。
ところで、海水中へと溶け込んだ二酸化炭素(CO2(aq))は、下記の平衡状態となる。
{\displaystyle {\ce {{CO2(aq)}+H2O<->H2CO3<->{HCO3^{-}}+H+<->{CO3^{2-}}+2H+}}}
この平衡が成り立っている状態において、大気中の二酸化炭素が増えたことによって海水へとより多くの二酸化炭素が溶け込むと、溶存態の二酸化炭素(CO2(aq))が増える。あとは上記の平衡状態がルシャトリエの法則に従った移動を起こすため、海水中の水素イオンが増加し、水素イオン指数が低下する。事実、1751年から2004年までの間に、海洋表面の海水のpHは、約8.25だったものが、約8.14にまで低下した。

## 考えられる影響
上記の平衡の移動に伴い重炭酸イオン(HCO−
3)と炭酸イオン濃度(CO2−
3)はそれぞれ低下する。炭酸イオンは貝殻やサンゴの骨格などの構成要素であり、炭酸イオンの減少によってサンゴ・貝類・ウニ・円石藻など、炭酸カルシウムである方解石やアラレ石の構造を作る生物が影響を受ける。従って海洋の酸性化が進むと、海洋の生物多様性が低下することが懸念されている。

## 持続可能な開発目標(SDGs)の達成項目14.3
国連が2030年までに達成すべきとして採択したSDGsの17の目標のうち目標14において、達成目標の「14.3」としてあらゆるレベルでの科学的協力の促進などを通じて、海洋酸性化の影響に対処し最小限化するとして、海洋酸性化の進行を食い留めることがうたわれている。
人類の安全な活動領域を定めるプラネタリー・バウンダリーによれば、アラレ石（アラゴナイト）が海洋酸性化の指標として使われている。アラレ石の水準が産業革命以前の80%を下回ると危険とされ、サンゴ礁の絶滅の危機や、それによる海洋の生物多様性の喪失につながる。プラネタリー・バウンダリーは持続可能な開発目標（SDGs）に採用されている。

### 日本での海洋酸性化
日本沿岸部でも海洋酸性化が進んでいることが、海洋研究開発機構などの調査により報告されている。

## 生物に及ぼす影響
サンゴや貝などの石灰化生物においては、炭酸カルシウムが作りにくくなり成長が阻害される。
クジラなどの多くの海洋生物の餌であり、生物ポンプに関わる生物であるナンキョクオキアミは、pH7.7より酸性化すると卵の孵化率が激減する。